# Gilt Edge
Gilt Edge är en ort i Tipton County i Tennessee. Orten hade 477 invånare enligt 2010 års folkräkning.